# Championnat de France de hockey sur glace 1999-2000
Saison précédente Saison suivante
La saison 1999-2000 est la 79e saison du championnat de France de hockey sur glace. Cette saison, le championnat porte le nom d'Élite.

## Équipes engagées
Elles sont au nombre de 10 puis 9 :
- Gothiques d'Amiens
- Ducs d'Angers
- Orques d'Anglet
- Léopards de Caen
- Huskies de Chamonix
- Lions de Lyon
- Flammes Bleues de Reims
- Dragons de Rouen
- Jets de Viry-Essonne
- Hockey Club Junior Milan

Amiens est le champion en titre. Grenoble est exclu du championnat à la suite de soucis d'ordre financier (et joue alors en Division 3). Milan s'engage alors dans le championnat de France Élite pour remplacer le club des Brûleurs de Loups de Grenoble avec cinq joueurs français : Jean-François Bonnard, Martin Roh(passeport français), Benoît Bachelet, Patrice Fleutot, et Emmanuel Giusti. Cependant l'équipe est également exclue de la compétition à l'initiative du ministère de la Jeunesse et des Sports mais le calendrier étant déjà établi, il est décidé que tous les matchs seraient joués régulièrement avec comme enjeu un trophée appelé le Tournoi franco-italien.

## Formule de la saison
| Amiens Angers Anglet Caen Chamonix Lyon Reims Rouen Viry |

La saison s'articule en deux parties : la saison régulière et les phases finales.
- La saison régulière :

Une seule et unique poule où toutes les équipes se rencontrent sur deux aller-retour.
- Les phases finales :

Le 1er du classement rencontre le 8e, le 2e rencontre le 7e, le 3e rencontre le 6e et le 4e rencontre le 5e lors des quarts de finale.
Ces rencontres sont appelées "séries". Une série se joue au meilleur des 5 matchs, le club le mieux classé joue 3 matchs à domicile et par conséquent son adversaire n'en joue que 2 à domicile.
Le premier club rendu à 3 victoires gagne la série.
Il en est ainsi jusqu'aux demi-finales.
La finale quant à elle se joue sur un aller-retour.

## Résultats
Classement final du championnat :
| Classement | Équipe   |
| ---------- | -------- |
| 1          | Reims    |
| 2          | Caen     |
| 3          | Rouen    |
| 4          | Amiens   |
| 5          | Angers   |
| 6          | Anglet   |
| 7          | Lyon     |
| 8          | Chamonix |
| 9          | Viry     |

Classement final du tournoi franco-italien :
| Classement | Équipe   |
| ---------- | -------- |
| 1          | Milan    |
| 2          | Reims    |
| 3          | Caen     |
| 4          | Rouen    |
| 5          | Amiens   |
| 6          | Angers   |
| 7          | Anglet   |
| 8          | Chamonix |
| 9          | Lyon     |
| 10         | Viry     |

## Bilan de la saison
Podium du championnat :
1er : Reims  -  2e : Caen  -  3e : Rouen
Podium du tournoi franco-italien :
1er : Rouen  -  2e : Milan  -  3e : Reims
Reims gagne la première coupe Magnus de son histoire.
Chamonix est relégué en Nationale 1.
- Trophée Charles-Ramsay décerné à Juha Jokiharju (Amiens).
- Trophée Albert-Hassler décerné à Maurice Rozenthal (Amiens).
- Trophée Marcel-Claret décerné à Amiens.
- Trophée Jean-Pierre-Graff décerné à Brice Chauvel (Caen).
- Trophée Jean-Ferrand décerné à Mika Pietilä (Reims).

### Effectif champion
| Vainqueurs de la Ligue Élite Flammes Bleues de Reims | Gardiens de but : Pietila, Godefroy Défenseurs : Marcelle, Guennelon, Ruokonen, Laksola, Segla, Laflamme, Lepers, Pousset, Bouché M. Attaquants : Ribanelli, Briand, Mortas, Zwikel, Orsolini, Paradis, Savoie, Grossi, Sadoun L., Carrara, Galmiche Entraîneur : Grönstrand |